# Star Wars: Droid Works
Ne doit pas être confondu avec Star Wars: Droids.
Star Wars: Droid Works (en français Star Wars : Droïdes) est un jeu vidéo éducatif d'aventure en vue objective  développé par Lucas Learning. Le but du jeu est de créer un droïde à l'aide de différentes parties que l'on peut assembler comme on veut, avec un nombre de combinaisons possibles quasi-infini ; et de compléter des missions avec ce droïde. C'est à travers ces missions que le jeu est éducatif, impliquant des notions d'énergie, de force et de mouvement, de mécanique simple, de lumière et de magnétisme.

## Scénario
Le jeu se déroule sur Tatooine, dans une usine de fabrication de droïdes de l'Empire galactique. Le personnage joué est envoyé en mission d'infiltration, accompagné de R2-D2 et C-3PO, et déguisé en Jawa. L'objectif de cette mission : gagner la confiance des Jawas pour accéder à l'usine secrète, et ainsi reprogrammer les droïdes de combat malfaisants de l'Empire.
Pour accéder à l'usine de droïdes, le joueur doit accomplir 9 missions d'entraînement et 4 missions top-secrètes, toutes requérant des capacités spécifiques ; telles que la vision scotopique, le magnétisme du droïde, un poids inférieur à 100 kilogrammes...

## Accueil critique
PC Magazine lui réserve un accueil positif, commentant que « ce sont des programmes comme celui-là qui rendent réellement l'apprentissage amusant ».